# Knipowitschia milleri
Knipowitschia milleri là một loài cá thuộc họ Gobiidae. Đây là loài đặc hữu của Hy Lạp. Môi trường sống tự nhiên của chúng là sông ngòi and vùng đồng bằng nội địa.